# Episodi di Leverage - Consulenze illegali (seconda stagione)
La seconda stagione della serie televisiva Leverage è andata in onda negli USA sul network TNT dal 15 luglio 2009 al 17 febbraio 2010.
La stagione è stata divisa in due parti, una estiva ed una invernale: dal 15 luglio 2009 fino al 9 settembre 2009 sono stati trasmessi i primi nove episodi, mentre i restanti sei sono andati in onda a partire dal 13 gennaio 2010.
In Italia è stata trasmessa su Joi della piattaforma Mediaset Premium dal 19 settembre 2010 al 7 novembre 2010, mentre in chiaro è stata trasmessa su LA7 dal 7 dicembre 2010 il solo episodio pilota e i restanti dal 6 aprile 2011 concludendo a distanza di mesi il 27 dicembre 2011 con gli ultimi due episodi.
| nº | Titolo originale                 | Titolo italiano            | Prima TV USA     | Prima TV Italia   |
| -- | -------------------------------- | -------------------------- | ---------------- | ----------------- |
| 1  | The Beantown Bailout Job         | L'incidente                | 15 luglio 2009   | 19 settembre 2010 |
| 2  | The Tap Out Job                  | Missione K.O.              | 22 luglio 2009   | 19 settembre 2010 |
| 3  | The Order 23 Job                 | Operazione ordine 23       | 29 luglio 2009   | 26 settembre 2010 |
| 4  | The Fairy Godparents Job         | Il talento di Widmark      | 5 agosto 2009    | 26 settembre 2010 |
| 5  | The Three Days of the Hunter Job | Strategia della paura      | 12 agosto 2009   | 3 ottobre 2010    |
| 6  | The Top Hat Job                  | Il gioco delle tre carte   | 19 agosto 2009   | 3 ottobre 2010    |
| 7  | The Two Live Crew Job            | Battuti sul tempo          | 26 agosto 2009   | 10 ottobre 2010   |
| 8  | The Ice Man Job                  | La truffa dei diamanti     | 2 settembre 2009 | 10 ottobre 2010   |
| 9  | The Lost Heir Job                | L'eredità contesa          | 9 settembre 2009 | 17 ottobre 2010   |
| 10 | The Runway Job                   | Diffidare dalle imitazioni | 13 gennaio 2010  | 17 ottobre 2010   |
| 11 | The Bottle Job                   | La stangata                | 20 gennaio 2010  | 24 ottobre 2010   |
| 12 | The Zanzibar Marketplace Job     | L'uovo di Fabergé          | 27 gennaio 2010  | 24 ottobre 2010   |
| 13 | The Future Job                   | Morto che parla            | 3 febbraio 2010  | 31 ottobre 2010   |
| 14 | The Three Strikes Job            | Sport nazionale            | 10 febbraio 2010 | 31 ottobre 2010   |
| 15 | The Maltese Falcon Job           | Il falcone maltese         | 17 febbraio 2010 | 7 novembre 2010   |